# Virginia Held
Virginia Potter Held (28 de octubre de 1929) es una filósofa moral, social/política y feminista estadounidense, cuyo trabajo sobre la ética del cuidado generó una investigación significativa sobre las dimensiones éticas de la atención al prójimo y las críticas de los roles tradicionales de las mujeres en la sociedad.

## Carrera
Recibió su Ph.D. en filosofía de la Universidad de Columbia en 1968 y trabajó en Hunter College como profesora (1965–1969), profesora asistente (1969–1972), profesora asociada (1973–1977) y profesora titular desde 1977 hasta su jubilación, en 2001.
Held se afilió al Centro de Graduados de CUNY en 1973, y se desempeñó como oficial ejecutiva adjunta del programa de Filosofía en el Centro de Graduados de CUNY de 1980 a 1984.
Fue nombrada profesora distinguida en la Universidad de la ciudad de Nueva York - Graduate Center y Hunter College en 1996. 
También se desempeñó como presidenta de la División Oriental de la Asociación Filosófica Americana en 2001 y 2002.

## Pensamiento
Defiende la ética del cuidado como un marco moral distinto de la ética kantiana, utilitaria y de virtud. Ella sostiene que el cuidado es fundamental para las instituciones y las prácticas humanas, de hecho, para nuestra supervivencia. Tong y Williams citan: "No puede haber juicios sin cuidado... porque sin cuidado ningún niño sobreviviría y no habría personas a las que respetar. (Virginia Held, The Ethics of Care, 2006, pág. 17)".
El trabajo de Held sobre la moralidad de la violencia política vista a través de la ventana de la ética de la atención también ha sido significativamente influyente.

## Obras

### Libros
- Held, Virginia (1970). The Public Interest and Individual Interests. New York: Basic Books. ISBN 9780465067732.
- Held, Virginia; Morgenbesser, Sidney; Nagel, Thomas (1974). Philosophy, Morality, and International Affairs: Essays Edited for the Society for Philosophy and Public Affairs. New York: Oxford University Press. ISBN 9780195017595.
- Held, Virginia (1989). Rights and Goods: Justifying Social Action. Chicago: University of Chicago Press. ISBN 9780226325880.
- Held, Virginia (1993). Feminist Morality : Transforming Culture, Society, and Politics. Chicago: University of Chicago Press. ISBN 9780226325934.
- Hunter College Women's Studies Collective, Virginia Held (2005). Women's Realities, Women's Choices: An Introduction to Women's Studies (third edición). New York: Oxford University Press. ISBN 9780195150353.
- Held, Virginia (2006). The Ethics of Care: Personal, Political, and Global (second edición). Oxford New York: Oxford University Press. ISBN 9780195325904.
- Held, Virginia (2008). How Terrorism is Wrong: Morality and Political Violence. Oxford New York: Oxford University Press. ISBN 9780195329599.

### Capítulos en libros
- Virginia, Held (2008). «Gender identity and the ethics of care in globalized society».  En Peggy DesAutels y Rebecca Whisnant, ed. Global feminist ethics: feminist ethics and social theory (en inglés) 2. Lanham, Maryland: Rowman & Littlefield. pp. 43-58. ISBN 9780742559103.

### Artículos de revista
- Held, Virginia (January 1989). «Birth and death». Ethics (University of Chicago Press) 99 (2): 362-388. JSTOR 2381439.

### Artículos de enciclopedia
- Feminism and Political Theory en The Blackwell Guide to Social and Political Philosophy[6]
- Rights: Moral and Legal en A Companion to Feminist Philosophy[7]
- Feminist Social and Political Philosophy en Encyclopedia of Philosophy Supplement (1997).[8]
- Power en Blackwell Dictionary of Business Ethics[9]
- Mass Media, Moral Pluralism en Encyclopedia of Ethics[10]
  - Para trabajos más antiguos, revisar su curriculum vitae.[4]